# Lamborghini Cala
Lamborghini Cala, nazivan i Italdesign Cala, je konceptualni automobil koji je za tvrtku Lamborghini dizajnirala tvrtka Italdesign Giugiaro. Automobil je predstavljen 1995.g. na Ženevskom autosalonu.
Cala je dizajnirana kao zamjena za model Jalpa koji se je prestao proizvoditi 1988.g. Kada je 1994.g. tvrtka Chrysler prodala Lamborghini tvrtki Megatech nastao je model Cala, ali ponovnom prodajom tvrtke, sada Volkswagen Grupi 1998.g. razvoj modela je zaustavljen.
Automobil je pokretao središnje smješten V10 motor snage 400 KS, sa 6-stupanjskim mjenjačnem i pogonom na zadnje kotače. Najveća brzina mu je bila 291 km/h. Automobil je dizajnirao Giorgetto Giugiaro.

## Vanjske poveznice
- ConceptCarz: Lamborghini Cala (engl.)